# Schwanenteich (Flensburg)

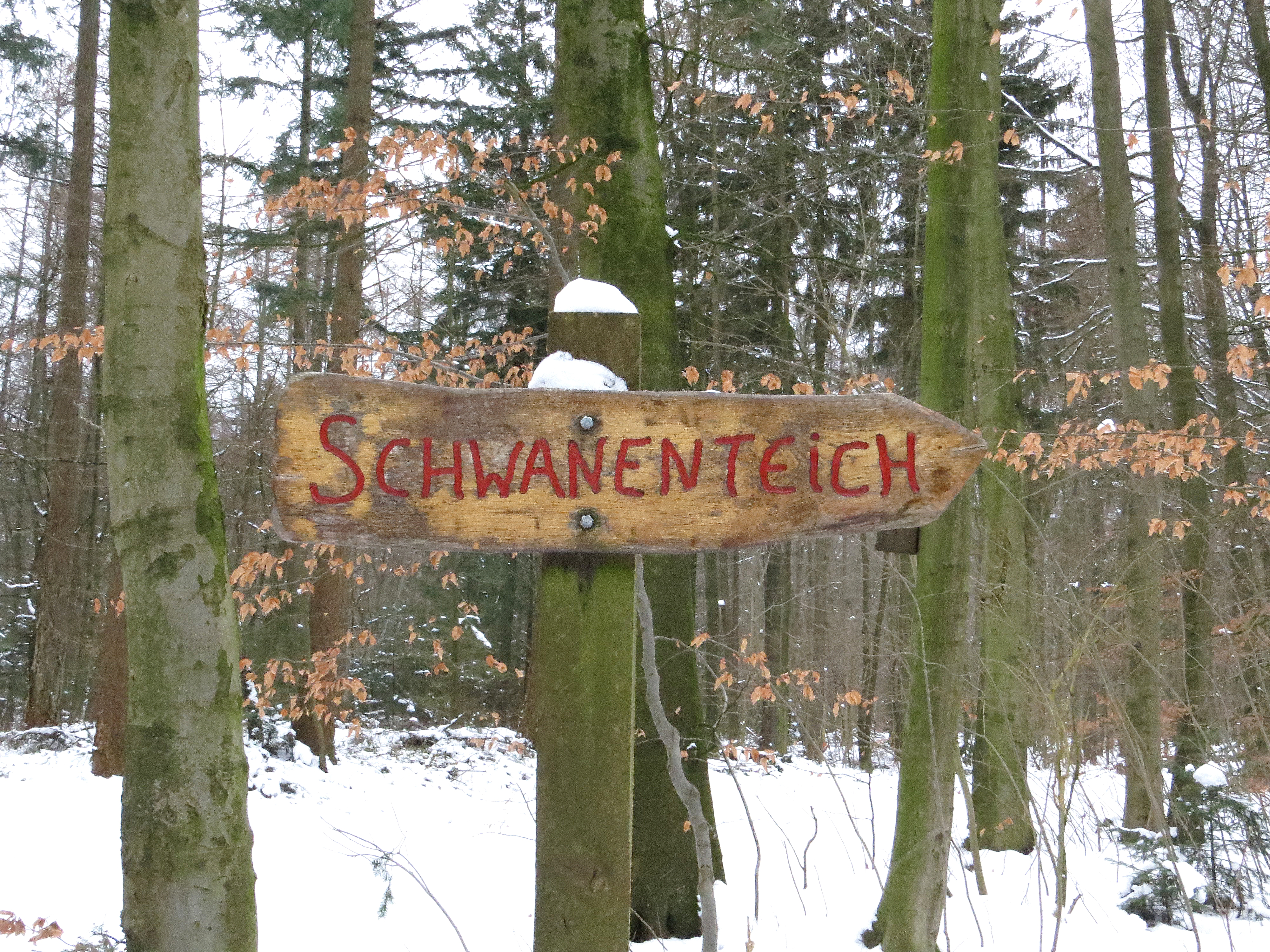
Hinweisschild zum Schwanenteich

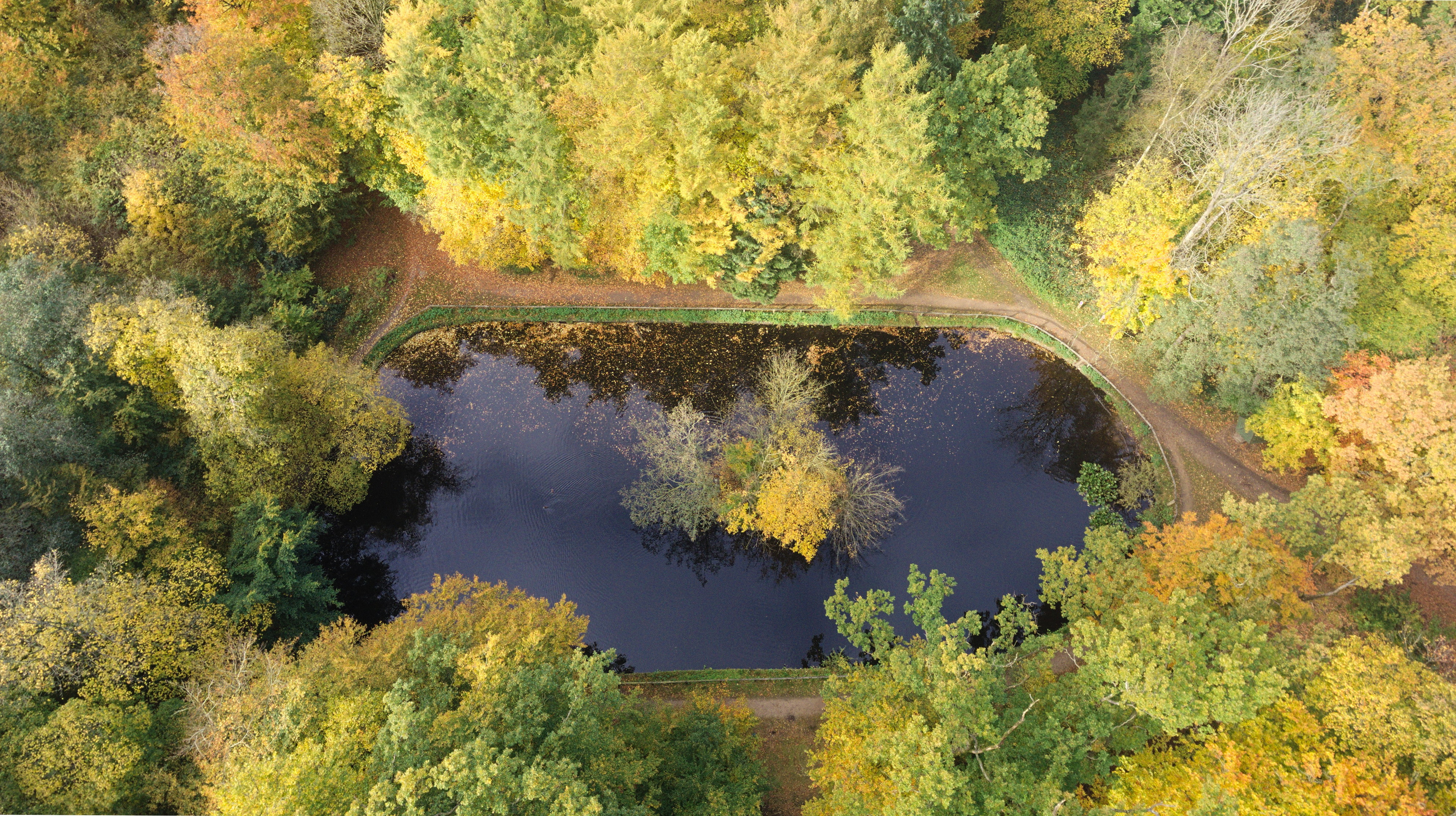
Schwanenteich im Oktober 2016

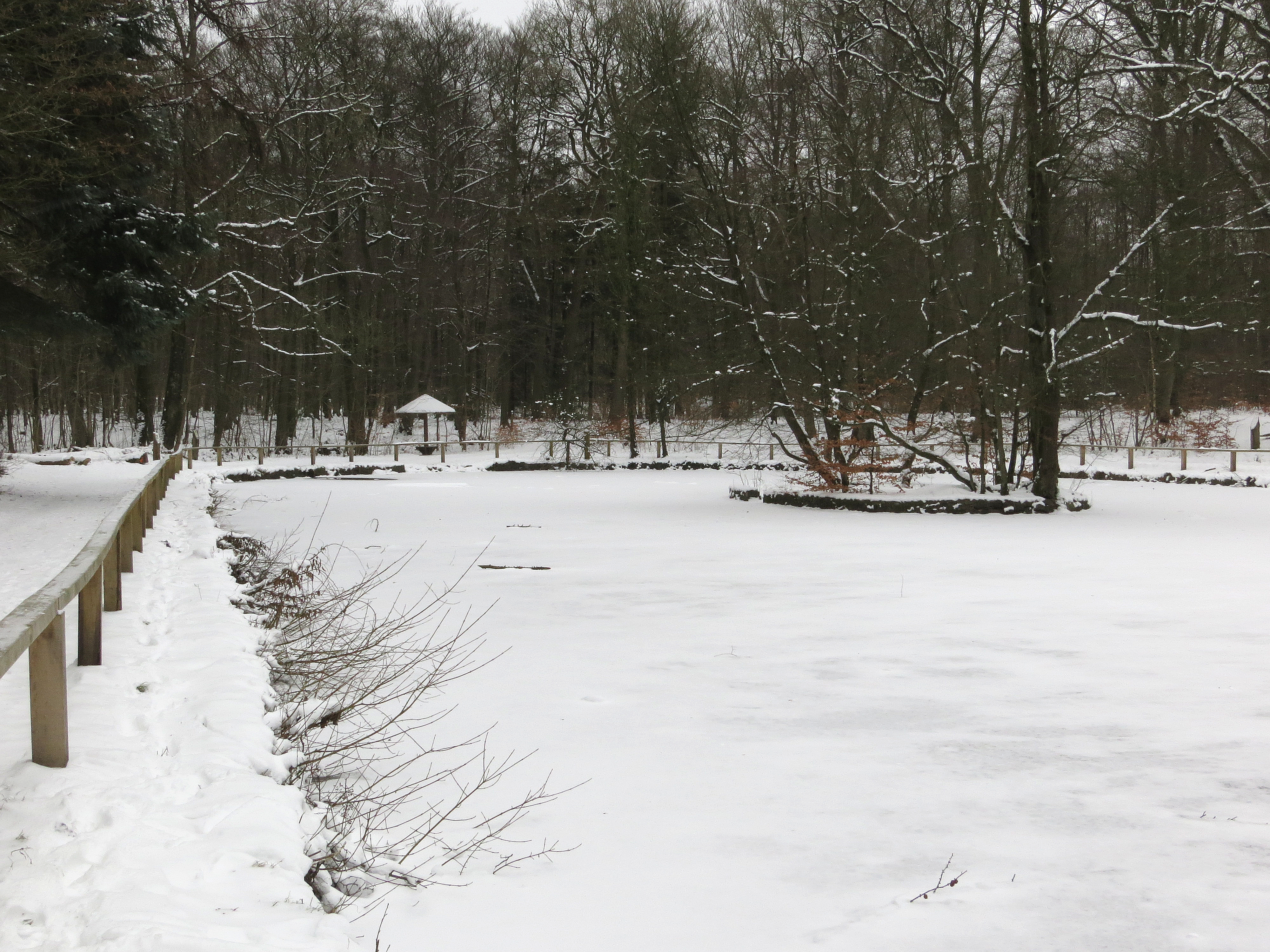
Schwanenteich im Winter 2013

Der Schwanenteich in Flensburg ist ein Teich im südlichen Randbereich der Marienhölzung.

## Hintergrund
Der Teich besitzt von Nord-Osten nach Süd-Westen eine Länge von 75 Metern, bei einer Breite von ungefähr 30 Metern. In der Mitte des Teiches befindet sich eine ungefähr 10 mal 10 Metern große Insel. Der Teich soll eine Tiefe von maximal einem Meter besitzen. Auf der Nordseite fließt ein kleiner Waldbach in den Teich. Auf der Südseite des Teiches fließt der Waldbach ab. Der besagte Waldbach ist einer der unzähligen kleinen Bäche, der die Marienau speist. Seit dem Mittelalter wurden im Flensburger Raum und auch an verschiedenen Stellen des Stadtfeldes, das zur Stadt Flensburg gehörte, Fischzuchtteiche angelegt. Auf einer Karte des Flensburger Stadtfeldes von 1779 sind im besagten südlichen Gebiet der Marienhölzung offensichtlich mehrere solcher Fischteiche verzeichnet. Der Schwanenteich blieb bis heute als letzter dieser Teichwirtschaft erhalten. Ende des 18. Jahrhunderts setzte sich die Marienhölzung als ein Ausflugsziel der Flensburger durch. Im 19. Jahrhundert wurde mit dem unweit gelegenen Gasthaus Marienhölzung (ungefähr 200 Meter nordwestlich) erstmals eine Gastwirtschaft für Ausflügler in der Marienhölzung eingerichtet.
Ab 1864 erscheinen in den Kirchenrechnungen der St. Marienkirche in Flensburg Ausgaben für die Fütterung der Schwäne, die im Schwanenteich aufgezogen wurden. 1871 wurde der eigentliche Teich angelegt, man schuf eine Einfriedung und erweiterte und erhöhte den Fußweg um den Teich.
Auf mehreren Postkarten des 20. Jahrhunderts wurde das Ausflugsziel Schwanenteich bildlich festgehalten. Auf einigen dieser Abbildungen schwimmen Schwäne auf dem Teich. Auch die Bezeichnung Schwanenteich ist auf diesen Postkarten schon verzeichnet. Der Maler Hans Christiansen malte 1901 für eine Buchillustration den Teich. Auf der Grafik mit dem Titel „Prominentes Paar am Schwanenteich“, hat er sich zusammen mit seiner Ehefrau verewigt. Im Gegensatz zur damaligen Zeit ist der Teich heute von einem Holzzaun eingefriedet. Des Weiteren existieren Sitzbänke zum Verweilen sowie ein Regenunterstand. An Stelle von Schwänen sind heute Stockenten als Teichbewohner zu beobachten.
Der Schwanenteich wird bis heute gerne mit dem märchenhaften Jungfernsee der Eddeboe in Verbindung gebracht, an dem der Sage nach, um Mitternacht die Jungfrauen, die vom bösen Ritter der Eddeboe einst entführt und entehrt wurden, in langen weißen Gewändern um den See herumtanzen und mit leisen, klagenden Stimmen traurige Weisen singen würden.